# Sztárban sztár +1 kicsi (első évad)
A Sztárban sztár +1 kicsi című zenés show-műsor első évadja 2016. november 27-én vette kezdetét a Super TV2-n. A műsorvezető Till Attila, a zsűritagok Csobot Adél, Pély Barna, Ábel Anita és Rákóczi Ferenc voltak.
A műsor a Super TV2 őszi portfólió-fejlesztésének részeként indult, bár nem ez, hanem A nagy duett második évada volt az első nagyszabású hétvégi show-műsor, amit a csatornán sugároztak. A nézők a TV2 Live mobilapplikáción keresztül adhatták le voksaikat az énekesekre. Az évadot vasárnaponként sugározták és eredetileg tíz részesre tervezték, de a 8. adást a január 20-án történt veronai autóbusz-baleset miatt elhalasztották, így kilenc adás került képernyőre. A döntőre 2017. február 5-én került sor, ahol Pál Dénes és Varga Vivien párosa győzött. Az évad során összesen 92 produkciót és 170 átalakulást láthattak a nézők.

## Versenyzők
Az első évad versenyzőit a Sztárban sztár negyedik évadjának döntőjében jelentették be.
| - Bereczki Zoltán és Berki Artúr - Feke Pál és Kornis Anna - Pál Dénes és Varga Vivien - Peter Šrámek és Bari Laci - Sipos Péter és Sztojka Vanessza | - Dér Heni és Juhos Zsófi - Király Linda és Tabatabai Nejad Flóra - Koós Réka és Szabó Bence - Szandi és Lentulay Krisztián - Tóth Vera és Farkas Zsolt |

## Összesített eredmények
– Heti győztes
| #     | Előadók         | Előadók               | 1. adás (november 27.) | 2. adás (december 4.) | 3. adás (december 11.) | 4. adás (december 18.) | 5. adás (január 1.) | 6. adás (január 8.) | 7. adás (január 15.) | 8. adás (január 29.)      | 9. adás (február 5.)    |
| #     | Felnőtt         | Gyermek               | 1. adás (november 27.) | 2. adás (december 4.) | 3. adás (december 11.) | 4. adás (december 18.) | 5. adás (január 1.) | 6. adás (január 8.) | 7. adás (január 15.) | 8. adás (január 29.)      | 9. adás (február 5.)    |
| ----- | --------------- | --------------------- | ---------------------- | --------------------- | ---------------------- | ---------------------- | ------------------- | ------------------- | -------------------- | ------------------------- | ----------------------- |
| 1.    | Pál Dénes       | Varga Vivien          |                        |                       |                        |                        |                     |                     |                      | Heti győztes Továbbjutott | 1. helyezett a döntőben |
| 2–5.  | Bereczki Zoltán | Berki Artúr           |                        | Heti győztes          |                        |                        |                     |                     |                      | Továbbjutott              | Döntősök                |
| 2–5.  | Dér Heni        | Juhos Zsófi           |                        |                       |                        |                        |                     | Heti győztes        |                      | Továbbjutott              | Döntősök                |
| 2–5.  | Feke Pál        | Kornis Anna           | Heti győztes           |                       | Heti győztes           |                        |                     |                     |                      | Továbbjutott              | Döntősök                |
| 2–5.  | Király Linda    | Tabatabai Nejad Flóra |                        |                       |                        |                        | Heti győztes        |                     |                      | Továbbjutott              | Döntősök                |
| 6–10. | Koós Réka       | Szabó Bence           |                        |                       |                        | Heti győztes           |                     |                     |                      |                           | Vendégelőadók           |
| 6–10. | Peter Šrámek    | Bari Laci             |                        |                       |                        |                        |                     |                     |                      |                           | Vendégelőadók           |
| 6–10. | Sipos Péter     | Sztojka Vanessza      |                        |                       |                        |                        |                     |                     | Heti győztes         |                           | Vendégelőadók           |
| 6–10. | Szandi          | Lentulay Krisztián    |                        |                       |                        |                        |                     |                     |                      |                           | Vendégelőadók           |
| 6–10. | Tóth Vera       | Farkas Zsolt          |                        |                       |                        |                        |                     |                     |                      |                           | Vendégelőadók           |

## Adások
Megjegyzés: Az adások végeredménye a zsűri, a versenyzők és a nézők által leadott szavazatszámok összesítéséből alakul ki. Az alábbi táblázatok csak a zsűri és versenyzők pontjait tartalmazzák.

### 1. adás (november 27.)
- Közös produkció: What Makes You Beautiful (One Direction)

| #  | Előadók                            | Dal                             | Eredeti előadó(k)                 | Pontozás    | Pontozás   | Pontozás   | Pontozás       | Pontozás   | Pontozás |
| #  | Előadók                            | Dal                             | Eredeti előadó(k)                 | Csobot Adél | Pély Barna | Ábel Anita | Rákóczi Ferenc | Plusz pont | Összesen |
| -- | ---------------------------------- | ------------------------------- | --------------------------------- | ----------- | ---------- | ---------- | -------------- | ---------- | -------- |
| 1  | Sipos Péter Sztojka Vanessza       | Gyere kislány, gyere            | Nagy Feró (Beatrice) Csuka Mónika | 2           | 2          | 3          | 3              | 5          | 15       |
| 2  | Szandi Lentulay Krisztián          | Beauty and a Beat               | Nicki Minaj Justin Bieber         | 1           | 1          | 1          | 4              | 5          | 12       |
| 3  | Peter Šrámek Bari Laci             | Take On Me                      | Morten Harket (A-ha)              | 3           | 7          | 2          | 1              | 5          | 18       |
| 4  | Tóth Vera Farkas Zsolt             | Don’t Go Breaking My Heart      | Kiki Dee Elton John               | 7           | 12         | 10         | 12             | 10         | 51       |
| 5  | Pál Dénes Varga Vivien             | Ederlezi                        | Sztevanovity Zorán Rúzsa Magdi    | 12          | 5          | 5          | 5              | 5          | 32       |
| 6  | Feke Pál Kornis Anna               | Találd ki gyorsan a gondolatom! | Korda György Balázs Klári         | 6           | 8          | 12         | 8              | 10         | 44       |
| 7  | Király Linda Tabatabai Nejad Flóra | Summer Nights                   | John Travolta Olivia Newton-John  | 5           | 4          | 4          | 10             | —          | 23       |
| 8  | Bereczki Zoltán Berki Artúr        | Can’t Stop the Feeling!         | Justin Timberlake                 | 10          | 10         | 8          | 7              | —          | 35       |
| 9  | Koós Réka Szabó Bence              | Kölyköd voltam                  | Pataky Attila (Edda Művek)        | 4           | 6          | 6          | 2              | —          | 18       |
| 10 | Dér Heni Juhos Zsófi               | Let It Go                       | Elza                              | 8           | 3          | 7          | 6              | 10         | 34       |

### 2. adás (december 4.)
- Nyitó produkció: X–Treme Crew

| #  | Előadók                            | Dal                                         | Eredeti előadó(k)                                  | Pontozás    | Pontozás   | Pontozás   | Pontozás       | Pontozás   | Pontozás |
| #  | Előadók                            | Dal                                         | Eredeti előadó(k)                                  | Csobot Adél | Pély Barna | Ábel Anita | Rákóczi Ferenc | Plusz pont | Összesen |
| -- | ---------------------------------- | ------------------------------------------- | -------------------------------------------------- | ----------- | ---------- | ---------- | -------------- | ---------- | -------- |
| 1  | Peter Šrámek Bari Laci             | A Little Less Conversation                  | Elvis Presley                                      | 4           | 1          | 3          | 1              | 10         | 19       |
| 2  | Sipos Péter Sztojka Vanessza       | Júlia nem akar a földön járni               | Kiki Vincze Lilla (Napoleon Boulevard)             | 3           | 2          | 1          | 4              | 5          | 15       |
| 3  | Tóth Vera Farkas Zsolt             | Say Say Say                                 | Paul McCartney Michael Jackson                     | 1           | 8          | 5          | 2              | 10         | 26       |
| 4  | Koós Réka Szabó Bence              | Uptown Girl                                 | Billy Joel                                         | 2           | 7          | 2          | 10             | —          | 21       |
| 5  | Dér Heni Juhos Zsófi               | Sax                                         | Fleur East                                         | 7           | 3          | 6          | 5              | 10         | 31       |
| 6  | Bereczki Zoltán Berki Artúr        | Rise & Fall                                 | Sting Craig David                                  | 12          | 5          | 10         | 12             | 5          | 44       |
| 7  | Pál Dénes Varga Vivien             | Valami van a levegőben / Erre még meghívlak | Járai Márk (Halott Pénz) Marsalkó Dávid            | 10          | 10         | 8          | 7              | —          | 35       |
| 8  | Szandi Lentulay Krisztián          | Dancing in the Street                       | Mick Jagger David Bowie                            | 5           | 4          | 4          | 6              | 5          | 24       |
| 9  | Király Linda Tabatabai Nejad Flóra | Empire State of Mind                        | Jay-Z Alicia Keys                                  | 8           | 12         | 12         | 8              | 5          | 45       |
| 10 | Feke Pál Kornis Anna               | Everybody Needs Somebody to Love            | Dan Aykroyd (The Blues Brothers Band) John Belushi | 6           | 6          | 7          | 3              | —          | 22       |

### 3. adás (december 11.)
- Nyitó produkció: Kenyeres Bendegúz és a Sztárban sztár +1 kicsi tánckara

| #  | Előadók                            | Dal                             | Eredeti előadó(k)                      | Pontozás    | Pontozás   | Pontozás   | Pontozás       | Pontozás   | Pontozás |
| #  | Előadók                            | Dal                             | Eredeti előadó(k)                      | Csobot Adél | Pély Barna | Ábel Anita | Rákóczi Ferenc | Plusz pont | Összesen |
| -- | ---------------------------------- | ------------------------------- | -------------------------------------- | ----------- | ---------- | ---------- | -------------- | ---------- | -------- |
| 1  | Bereczki Zoltán Berki Artúr        | Blurred Lines                   | Robin Thicke Pharrell Williams         | 7           | 4          | 4          | 5              | —          | 20       |
| 2  | Pál Dénes Varga Vivien             | Nyár van                        | Dr. Love (UFO) Cynthia                 | 4           | 2          | 2          | 6              | 5          | 19       |
| 3  | Király Linda Tabatabai Nejad Flóra | Something’s Got a Hold On Me    | Christina Aguilera                     | 5           | 8          | 6          | 7              | 5          | 31       |
| 4  | Dér Heni Juhos Zsófi               | Shut Up                         | will.i.am (The Black Eyed Peas) Fergie | 6           | 3          | 5          | 2              | 5          | 21       |
| 5  | Peter Šrámek Bari Laci             | Lehetsz király                  | Bereczki Zoltán Dolhai Attila          | 1           | 1          | 1          | 1              | 5          | 9        |
| 6  | Koós Réka Szabó Bence              | Time to Say Goodbye             | Miklósa Erika Zámbó Jimmy              | 10          | 12         | 12         | 12             | 5          | 51       |
| 7  | Tóth Vera Farkas Zsolt             | Ain’t No Mountain High Enough   | Tammi Terrell Marvin Gaye              | 3           | 6          | 3          | 4              | —          | 16       |
| 8  | Sipos Péter Sztojka Vanessza       | Te vagy a legjobb dolog a héten | Falusi Mariann (Pa-dö-dő) Lang Györgyi | 2           | 10         | 10         | 10             | 10         | 42       |
| 9  | Feke Pál Kornis Anna               | Hol volt, hol nem volt          | Szörnyeteg Belle                       | 12          | 5          | 7          | 3              | 5          | 32       |
| 10 | Szandi Lentulay Krisztián          | Szállj fel szabad madár         | Vikidál Gyula                          | 8           | 7          | 8          | 8              | 10         | 41       |

### 4. adás (december 18.)
- Nyitó produkció: Till Attila és Sztárban sztár +1 kicsi zsűritagjai – Christmas Is All Around (Bill Nighy) / All I Want for Christmas Is You (Mariah Carey)

| #  | Előadók                            | Dal                     | Eredeti előadó(k)                     | Pontozás    | Pontozás   | Pontozás   | Pontozás       | Pontozás   | Pontozás |
| #  | Előadók                            | Dal                     | Eredeti előadó(k)                     | Csobot Adél | Pély Barna | Ábel Anita | Rákóczi Ferenc | Plusz pont | Összesen |
| -- | ---------------------------------- | ----------------------- | ------------------------------------- | ----------- | ---------- | ---------- | -------------- | ---------- | -------- |
| 1  | Sipos Péter Sztojka Vanessza       | Rasputin                | Bobby Farrell (Boney M.) Liz Mitchell | 2           | 7          | 3          | 5              | 5          | 22       |
| 2  | Dér Heni Juhos Zsófi               | Ain’t Your Mama         | Jennifer Lopez                        | 3           | 4          | 1          | 1              | 10         | 19       |
| 3  | Bereczki Zoltán Berki Artúr        | Most élsz               | Máté Péter                            | 10          | 3          | 4          | 3              | —          | 20       |
| 4  | Tóth Vera Farkas Zsolt             | Úgy szeretem a rányimat | Bangó Margit Horváth Pista            | 8           | 12         | 10         | 8              | —          | 38       |
| 5  | Feke Pál Kornis Anna               | Jamaicai trombitás      | Voith Ági Bodrogi Gyula               | 6           | 2          | 5          | 6              | 5          | 24       |
| 6  | Peter Šrámek Bari Laci             | Last Christmas          | George Michael (Wham!)                | 4           | 10         | 8          | 4              | —          | 26       |
| 7  | Koós Réka Szabó Bence              | Egy új élmény           | Jázmin hercegnő Aladdin               | 5           | 5          | 6          | 7              | 5          | 28       |
| 8  | Szandi Lentulay Krisztián          | Cocktail                | Pély Barna (United)                   | 12          | 8          | 12         | 12             | 5          | 49       |
| 9  | Pál Dénes Varga Vivien             | Somethin’ Stupid        | Robbie Williams Nicole Kidman         | 1           | 1          | 2          | 2              | 10         | 16       |
| 10 | Király Linda Tabatabai Nejad Flóra | When You Believe        | Mariah Carey Whitney Houston          | 7           | 6          | 7          | 10             | 10         | 40       |

### 5. adás (január 1.)
Az ötödik adásban a párosok gyermek tagjai léptek színpadra, a felnőttek a felkészülésükben segítettek.
| #  | Előadó                | Dal                         | Eredeti előadó                   | Pontozás    | Pontozás   | Pontozás   | Pontozás       | Pontozás   | Pontozás |
| #  | Előadó                | Dal                         | Eredeti előadó                   | Csobot Adél | Pély Barna | Ábel Anita | Rákóczi Ferenc | Plusz pont | Összesen |
| -- | --------------------- | --------------------------- | -------------------------------- | ----------- | ---------- | ---------- | -------------- | ---------- | -------- |
| 1  | Kornis Anna           | Cuban Pete                  | Jim Carrey                       | 4           | 6          | 2          | 4              | 10         | 26       |
| 2  | Varga Vivien          | Holiday                     | Madonna                          | 1           | 3          | 4          | 10             | 5          | 23       |
| 3  | Farkas Zsolt          | Jelenés                     | Molnár Ferenc „Caramel”          | 2           | 7          | 1          | 3              | 5          | 18       |
| 4  | Szabó Bence           | Csöngess be hozzám jó barát | Révész Sándor (Generál)          | 6           | 2          | 3          | 5              | 5          | 21       |
| 5  | Berki Artúr           | 24K Magic                   | Bruno Mars                       | 8           | 8          | 6          | 6              | —          | 28       |
| 6  | Lentulay Krisztián    | Nincs szerencsém...         | Meződi József (Apostol együttes) | 12          | 1          | 12         | 12             | 5          | 42       |
| 7  | Juhos Zsófi           | Ég veled                    | Dér Heni                         | 5           | 4          | 8          | 7              | 5          | 29       |
| 8  | Tabatabai Nejad Flóra | Ezer színnel száll a szél   | Pocahontas                       | 7           | 10         | 5          | 1              | 10         | 33       |
| 9  | Bari Laci             | Superstition                | Stevie Wonder                    | 10          | 12         | 10         | 8              | 5          | 45       |
| 10 | Sztojka Vanessza      | All by Myself               | Céline Dion                      | 3           | 5          | 7          | 2              | —          | 17       |

### 6. adás (január 8.)
| #  | Előadók                            | Dal                       | Eredeti előadó(k)                              | Pontozás    | Pontozás   | Pontozás   | Pontozás       | Pontozás   | Pontozás |
| #  | Előadók                            | Dal                       | Eredeti előadó(k)                              | Csobot Adél | Pély Barna | Ábel Anita | Rákóczi Ferenc | Plusz pont | Összesen |
| -- | ---------------------------------- | ------------------------- | ---------------------------------------------- | ----------- | ---------- | ---------- | -------------- | ---------- | -------- |
| 1  | Király Linda Tabatabai Nejad Flóra | It’s Raining Men          | Martha Wash (The Weather Girls) Izora Armstead | 8           | 5          | 3          | 6              | 20         | 42       |
| 2  | Feke Pál Kornis Anna               | Holnap hajnalig           | Végvári Ádám (Neoton Família) Csepregi Éva     | 10          | 2          | 5          | 5              | —          | 22       |
| 3  | Pál Dénes Varga Vivien             | Te rongyos élet           | Straub Dezső Oszvald Marika                    | 1           | 4          | 10         | 10             | —          | 25       |
| 4  | Szandi Lentulay Krisztián          | Più che puoi              | Cher Eros Ramazzotti                           | 6           | 7          | 4          | 4              | 5          | 26       |
| 5  | Bereczki Zoltán Berki Artúr        | Y.M.C.A.                  | Minyonok                                       | 3           | 6          | 2          | 3              | 5          | 19       |
| 6  | Dér Heni Juhos Zsófi               | Scream                    | Michael Jackson Janet Jackson                  | 12          | 8          | 12         | 12             | 10         | 54       |
| 7  | Peter Šrámek Bari Laci             | Amikor a szívem úgy dobog | Lagzi Lajcsi Márió                             | 4           | 1          | 1          | 1              | —          | 7        |
| 8  | Sipos Péter Sztojka Vanessza       | Freedom                   | DJ BoBo Lisa Abbott                            | 2           | 3          | 8          | 8              | —          | 21       |
| 9  | Koós Réka Szabó Bence              | Stayin’ Alive             | Barry Gibb (Bee Gees) Maurice Gibb             | 5           | 12         | 6          | 2              | —          | 25       |
| 10 | Tóth Vera Farkas Zsolt             | Beneath Your Beautiful    | Emeli Sandé Labrinth                           | 7           | 10         | 7          | 7              | 10         | 41       |

### 7. adás (január 15.)
| #  | Előadók                            | Dal                                        | Eredeti előadó(k)                          | Pontozás    | Pontozás   | Pontozás   | Pontozás       | Pontozás   | Pontozás |
| #  | Előadók                            | Dal                                        | Eredeti előadó(k)                          | Csobot Adél | Pély Barna | Ábel Anita | Rákóczi Ferenc | Plusz pont | Összesen |
| -- | ---------------------------------- | ------------------------------------------ | ------------------------------------------ | ----------- | ---------- | ---------- | -------------- | ---------- | -------- |
| 1  | Szandi Lentulay Krisztián          | Hotel Menthol                              | Fenyő Miklós                               | 7           | 5          | 2          | 6              | 5          | 25       |
| 2  | Bereczki Zoltán Berki Artúr        | One Vision                                 | Freddie Mercury (Queen)                    | 10          | 12         | 12         | 10             | 5          | 49       |
| 3  | Dér Heni Juhos Zsófi               | All That Jazz                              | Goldie Hawn Liza Minnelli                  | 4           | 3          | 1          | 1              | —          | 9        |
| 4  | Koós Réka Szabó Bence              | No Llores Por Mi Argentina                 | Nicole Scherzinger Andrea Bocelli          | 2           | 1          | 4          | 4              | 10         | 21       |
| 5  | Pál Dénes Varga Vivien             | Szuperfrenofrenetikomaxikapitális[megj. 1] | Dick Van Dyke Julie Andrews                | 8           | 7          | 5          | 5              | 10         | 35       |
| 6  | Király Linda Tabatabai Nejad Flóra | Born This Way                              | Lady Gaga                                  | 1           | 2          | 3          | 2              | 5          | 13       |
| 7  | Sipos Péter Sztojka Vanessza       | Száguldás, Porsche, szerelem               | Charlie Cserháti Zsuzsa                    | 12          | 8          | 10         | 12             | —          | 42       |
| 8  | Feke Pál Kornis Anna               | Mamma Mia                                  | Agnetha Fältskog (ABBA) Anni-Frid Lyngstad | 6           | 6          | 7          | 7              | 10         | 36       |
| 9  | Tóth Vera Farkas Zsolt             | I’m a Believer                             | Shrek Fiona hercegnő                       | 3           | 10         | 6          | 8              | 5          | 32       |
| 10 | Peter Šrámek Bari Laci             | Olyan szépek voltunk                       | Somló Tamás                                | 5           | 4          | 8          | 3              | —          | 20       |

↑ megj. 1:  Az eredeti dal magyar nyelvű verziója

### 8. adás - elődöntő (január 29.)
A nyolcadik adás eredetileg 2017. január 22-én került volna képernyőre, de a január 20-án történt veronai autóbusz-baleset miatt kegyeleti okokból elmaradt. Az adást egy héttel későbbi időpontban rendezték meg.
| #  | Előadók                            | Dal                                      | Eredeti előadó(k)                            | Pontozás    | Pontozás   | Pontozás   | Pontozás       | Pontozás   | Pontozás |
| #  | Előadók                            | Dal                                      | Eredeti előadó(k)                            | Csobot Adél | Pély Barna | Ábel Anita | Rákóczi Ferenc | Plusz pont | Összesen |
| -- | ---------------------------------- | ---------------------------------------- | -------------------------------------------- | ----------- | ---------- | ---------- | -------------- | ---------- | -------- |
| 1  | Peter Šrámek Bari Laci             | You’re My Heart, You’re My Soul          | Thomas Anders (Modern Talking) Dieter Bohlen | 6           | 3          | 6          | 6              | 10         | 31       |
| 2  | Koós Réka Szabó Bence              | Szép asszony vagy / Szeretlek, szeretlek | Bódi Margó Bódi Guszti                       | 5           | 1          | 2          | 2              | 5          | 15       |
| 3  | Tóth Vera Farkas Zsolt             | Just Give Me a Reason                    | Pink Nate Ruess                              | 4           | 8          | 5          | 3              | 5          | 25       |
| 4  | Dér Heni Juhos Zsófi               | Sylvia belépője                          | Németh Marika                                | 7           | 2          | 7          | 7              | 5          | 28       |
| 5  | Sipos Péter Sztojka Vanessza       | Riszálom úgyis, úgyis                    | Julien király                                | 1           | 6          | 1          | 1              | 5          | 14       |
| 6  | Pál Dénes Varga Vivien             | Csodálatos világ                         | Cipő Koncz Zsuzsa                            | 12          | 7          | 10         | 10             | 5          | 44       |
| 7  | Szandi Lentulay Krisztián          | Barbie Girl                              | Lene Grawford Nystrøm (Aqua) René Dif        | 3           | 5          | 4          | 4              | —          | 16       |
| 8  | Feke Pál Kornis Anna               | Egyedül nem megy                         | Kern András Garas Dezső                      | 2           | 4          | 3          | 5              | —          | 14       |
| 9  | Király Linda Tabatabai Nejad Flóra | Proud Mary                               | Tina Turner Beyoncé                          | 8           | 10         | 8          | 8              | 5          | 39       |
| 10 | Bereczki Zoltán Berki Artúr        | Fényév távolság                          | Kaszás Attila Pápai Erika                    | 10          | 12         | 12         | 12             | 10         | 56       |

### 9. adás – döntő (február 5.)
A döntőben a párosok két produkcióval léptek színpadra.
| #  | Előadók                            | Dal                       | Eredeti előadó(k)                                      | Eredmény     |
| -- | ---------------------------------- | ------------------------- | ------------------------------------------------------ | ------------ |
| 1  | Dér Heni Juhos Zsófi               | Egy csillag gyúlt         | Múzsák                                                 | N/A          |
| 7  | Dér Heni Juhos Zsófi               | Rázd Meg / Szoszi van     | Nótár Mary                                             | N/A          |
| 2  | Bereczki Zoltán Berki Artúr        | Walk This Way             | Steven Tyler (Aerosmith) Darryl McDaniels (Run–D.M.C.) | N/A          |
| 8  | Bereczki Zoltán Berki Artúr        | You Raise Me Up           | Josh Groban Michael Bublé                              | N/A          |
| 3  | Király Linda Tabatabai Nejad Flóra | The Diva Dance            | Diva Plavalaguna                                       | N/A          |
| 6  | Király Linda Tabatabai Nejad Flóra | What’s Up                 | Linda Perry (4 Non Blondes)                            | N/A          |
| 4  | Pál Dénes Varga Vivien             | California Gurls          | Snoop Dogg Katy Perry                                  | 1. helyezett |
| 10 | Pál Dénes Varga Vivien             | A fák is siratják         | Presser Gábor Király Linda                             | 1. helyezett |
| 5  | Feke Pál Kornis Anna               | Köszönet a boldog évekért | Vámosi János Záray Márta                               | N/A          |
| 9  | Feke Pál Kornis Anna               | Rakpart                   | Fluor (Wellhello) Diaz                                 | N/A          |

- Extra produkciók:

| Előadók                                                             | Dal              | Eredeti előalók                                                                   |
| ------------------------------------------------------------------- | ---------------- | --------------------------------------------------------------------------------- |
| Sipos Péter Sztojka Vanessza Szandi Lentulay Krisztián              | Csúcs ez a party | Herbie MC Ducky (Emergency House) U-Kry Zahír                                     |
| Peter Šrámek Bari Laci Koós Réka Szabó Bence Tóth Vera Farkas Zsolt | Ha zene szól     | AFC Tomi L.L. Junior Zséda (VIVA Comet All Stars) Gáspár Laci Judy Szikora Róbert |

A nézői szavazatok alapján az első évadot Pál Dénes és Varga Vivien nyerte.

## Nézettség
A +4-es adatok a teljes lakosságra, a 18–59-es adatok a célközönségre vonatkoznak. A táblázat csak a Super TV2 által főműsoridőben sugárzott adások adatait mutatja.
| Epizód  | Vetítés            | Teljes lakosság (+4) | Teljes lakosság (+4) | Teljes lakosság (+4) | Célközönség (18–59) | Célközönség (18–59) | Célközönség (18–59) | Forrás |
| Epizód  | Vetítés            | AMR (fő)             | SHR (%)              | Heti helyezés        | AMR (fő)            | SHR (%)             | Heti helyezés       | Forrás |
| ------- | ------------------ | -------------------- | -------------------- | -------------------- | ------------------- | ------------------- | ------------------- | ------ |
| 1. adás | 2016. november 27. | 783 183              | 16,9                 | 4.                   | 393 238             | 15,6                | 5.                  | [ 4 ]  |
| 2. adás | 2016. december 4.  | 751 651              | 16,6                 | 6.                   | 377 102             | 15,3                | 5.                  | [ 5 ]  |
| 3. adás | 2016. december 11. | 748 002              | 16,0                 | 6.                   | 389 613             | 15,3                | 3.                  | [ 6 ]  |
| 4. adás | 2016. december 18. | 770 229              | 17,3                 | 5.                   | 372 347             | 15,7                | 5.                  | [ 7 ]  |
| 5. adás | 2017. január 1.    | 705 411              | 14,9                 | 7.                   | 370 105             | 14,4                | 8.                  | [ 8 ]  |
| 6. adás | 2017. január 8.    | 787 688              | 16,6                 | 6.                   | 380 737             | 15,0                | 5.                  | [ 9 ]  |
| 7. adás | 2017. január 15.   | 714 892              | 15,3                 | 7.                   | 355 518             | 16,1                | 5.                  | [ 10 ] |
| 8. adás | 2017. január 29.   | 773 914              | 16,6                 | 7.                   | 371 842             | 14,6                | 6.                  | [ 11 ] |
| 9. adás | 2017. február 5.   | 873 187              | 19,0                 | 5.                   | 423 638             | 17,5                | 4.                  | [ 12 ] |

A Sztárban Sztár +1 kicsi első szériája Magyarországon minden idők legnézettebb kábelcsatornás műsora volt.